# 叙朗河畔沙瓦讷
叙朗河畔沙瓦讷（法語：Chavannes-sur-Suran，法語發音：[ʃavan syʁ syʁɑ̃]）是法国东部安省的一个旧市镇，属于布雷斯地区布尔格区。2017年，叙朗河畔沙瓦讷与市镇热尔马尼亚合并为新市镇尼维涅和叙朗，叙朗河畔沙瓦讷为新市镇行政中心。

## 地理
叙朗河畔沙瓦讷（46°15'48"N, 5°25'36"E）面积21.5 平方千米，位于法国奥弗涅-罗讷-阿尔卑斯大区安省，该省份为法国东部省份，北起汝拉省，西北接索恩-卢瓦尔省，西接罗讷省和里昂大都会，南至伊泽尔省，东与萨瓦省、上萨瓦省和瑞士接壤。
与叙朗河畔沙瓦讷接壤的市镇（或旧市镇、城区）包括：科尔韦西亚、热尔马尼亚、普亚、叙朗河畔锡芒德尔、特雷福尔-屈西亚、布尔西亚、瓦勒勒韦尔蒙。

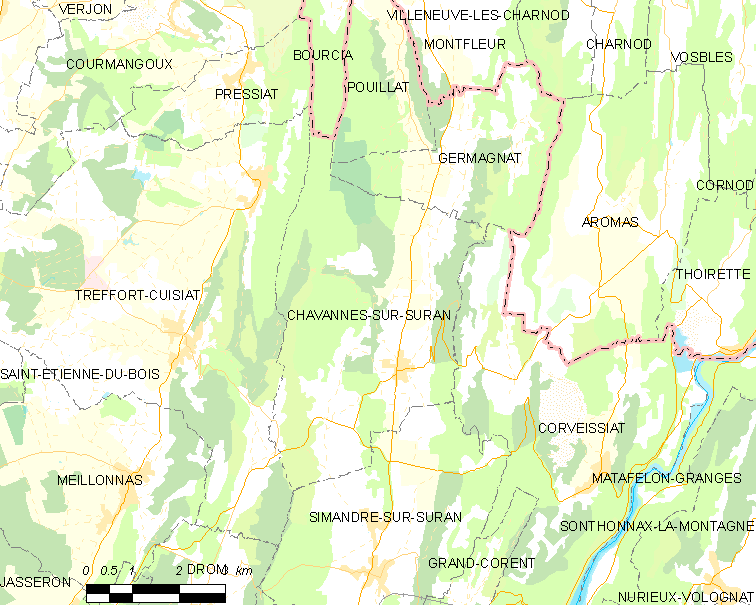
叙朗河畔沙瓦讷的OSM定位图

叙朗河畔沙瓦讷的时区为UTC+01:00、UTC+02:00（夏令时）。

## 行政
叙朗河畔沙瓦讷的邮政编码为01250，INSEE市镇编码为01095。

## 政治
叙朗河畔沙瓦讷所属的省级选区为圣艾蒂安迪布瓦县。

## 人口

1962-2008年间叙朗河畔沙瓦讷人口变化图示

叙朗河畔沙瓦讷于2018年1月1日时的人口数量为673人。